# Reflection mapping

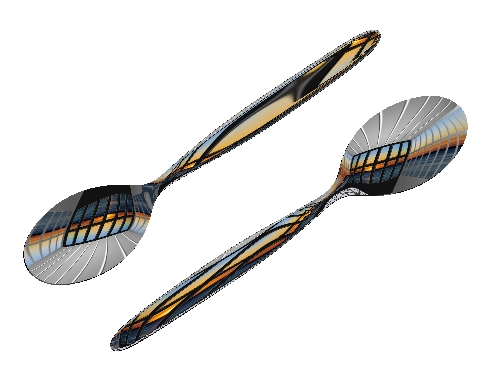
Un esempio di reflection mapping

In computer grafica, environment mapping, o reflection mapping, è un'efficiente tecnica di image-based lighting per approssimare l'aspetto di una superficie riflettente per mezzo di una texture precalcolata, la quale viene sfruttata per memorizzare l'immagine dell'ambiente distante che circonda l'oggetto.
Il primo esempio di tale tecnica fu la sphere mapping, in cui una singola texture conteneva l'immagine dell'ambiente circostante riflessa su uno specchio sferico. Venne quasi completamente soppiantata dalla cube mapping, in cui l'ambiente è proiettato sulle sei facce di un cubo e archiviato come sei texture quadrate o dispiegato in sei regioni quadrate di un'unica texture. Nuove ricerche e sviluppi portarono poi ad altre tecniche, come il paraboloid mapping, il pyramid mapping l'octahedron mapping e la mappatura HEALPix.